# Baloncesto base del Real Madrid Club de Fútbol
El Baloncesto base del Real Madrid hace referencia a las categorías inferiores de baloncesto del club. En la actualidad la entidad cuenta con seis equipos filiales donde forma tanto baloncestística como educacionalmente a los posibles futuros jugadores de la primera plantilla, el Real Madrid de Baloncesto. 
La cantera madridista de la sección de baloncesto fue refundada en 2006 tras una disolución que duró tres años debido a las pérdidas económicas que acarreaban a la entidad. Desde entonces, las distintas categorías se mantienen como una base sólida para el futuro del club en el cual nacen en el año 1934, apenas 3 años después de la fundación oficial de la sección, como ayuda y aporte de jugadores de los que poder nutrir al primer equipo, bajo la denominación de equipo reserva o equipo "B", jugando el torneo independiente de equipos filiales o reservas. Años más tarde, el club Fiesta Alegre pasaría a ser filial del club,, como el Club Hesperia Madrid, hasta que naciese el equipo conocido actualmente como Real Madrid de Baloncesto "B".
Este, actualmente el primer equipo filial y más importante dentro de las categorías, y referenciado como Real Madrid Baloncesto EBA debido a la competición en la que milita, la Liga EBA, cuarta categoría del baloncesto español, es considerado como uno de los mejores equipos filiales del baloncesto español.
El Real Madrid de Baloncesto, además del Real Madrid de Baloncesto "B", cuenta con las siguientes categorías inferiores en la actualidad:
- Real Madrid Baloncesto Junior. Actualmente juega la Liga Junior.
- Real Madrid Baloncesto Cadete "A". Actualmente juega la Liga Cadete "A".
- Real Madrid Baloncesto Cadete "B". Actualmente juega la Liga Cadete "B".
- Real Madrid Baloncesto Infantil "A". Actualmente juega la Liga Infantil "A".
- Real Madrid Baloncesto Infantil "B". Actualmente juega la Liga Infantil "B".
- Real Madrid Baloncesto Alevín.

## Historia
En la temporada 1952-53, es cuando realmente se da un paso firme y se apuesta por la cantera como motor principal del que obtener jugadores, ya que hasta el momento sólo contaba con el filial "B" o equipo de reservas mencionado anteriormente. En el trabajo con la base, dos acontecimientos constituyen un espléndido éxito de organización y acogida como fueron la organización del I Campeonato Social con vistas a la formación de equipos federados en categoría juvenil e infantil, donde participaron 120 aficionados (elaborando una lista que acabarían formando los equipos federados en categorías inferiores) siendo el presidente del club Santiago Bernabéu quien personalmente llevó a cabo la entrega de premios; y el I Gran Torneo del Real Madrid para juveniles e infantiles que duró cuatro meses y que reunió a más de 500 jugadores de equipos como el Estudiantes, el C. D. Estudio, el Liceo Francés o el Colegio del Pilar, además de diversos amistosos. 
Al año siguiente se organizaba el II Gran Torneo del Real Madrid para juveniles e infantiles superando el éxito del año anterior, al inscribirse en esta edición 50 equipos con más de 50 jugadores, volviendo a ganar el equipo juvenil del club.
En las temporada 1955-56 y 1956-57, los equipos infantil y juvenil se proclamaron campeones de Castilla y de España siendo todo un éxito por lo que la preocupación y dedicación por la cantera se mantiene y aparecen nuevos equipos. Los primeros éxitos de dichas secciones vendrían curiosamente bajo la tutela técnica de Pedro Ferrándiz en el banquillo, que más tarde llevaría al primer equipo a lo más alto del baloncesto mundial. El juvenil de la temporada anterior se inscribió en bloque en la 2ª División (pasando a ser el segundo equipo filial, anteriormente reconocido como el filial "B"). Además, el doctor Neyra, preparador físico y responsable del gimnasio del club, forma con los alumnos de cultura física un equipo en la tercera categoría, bajo el nombre de "Gimnasio Real Madrid", una formación con aspiraciones, y su campo de entrenamiento fue una cancha de tierra junto al estadio.
La gran iniciativa del Torneo Social, tuvo una gran acogida entre 1967 y 1974 al ser patrocinado por la marca cervecera Mahou ("Trofeo Alfredo Mahou"), para de esta forma, fomentar la práctica del baloncesto y los valores deportivos entre los más jóvenes. Cada equipo estaba patrocinado por un jugador de la primera plantilla y la entrega de premios se convertía en toda una gran fiesta, que servía para sentar los cimientos de los equipos filiales de la nueva cantera madridista, que seguían con su gran proyección, representados por aquel entonces en el "Club Hesperia Madrid", el primer equipo filial.
Este sería el germen de las diversas categorías inferiores del Real Madrid, junto con el filial "B".
En la temporada 2014/2015 Campeones de España en tres categorías diferentes por primera vez en la historia del club: Junior, cadete A y el Infantil A. Además de conquistar la Euroliga Junior. Títulos, a los que hay que sumar la Mini Copa ACB por el equipo Infantil A, y los Campeonatos de Madrid por el equipo Junior y Cadete A, así como el Torneo de Liga EBA de la FBM por parte del Real Madrid "B" (fue primero en el grupo B, aunque luego quedó cuarto en la fase de ascenso), entre otros torneos; en una temporada plagada de éxitos por parte de la cantera de baloncesto del Real Madrid.

## Instalaciones
El club tenía a su disposición las instalaciones de la Ciudad Deportiva donde jugaban los equipos filiales como local, en el Polideportivo "Valle de las Cañas" en Pozuelo de Alarcón, Madrid. Y en el "Colegio Agustiniano" de Madrid, el infantil A y B.
En la actualidad el club ha dado un salto de calidad con las instalaciones de la Ciudad Deportiva Real Madrid (Valdebebas), al contar con un pabellón con cuatro pistas utilizables, tanto para la cantera como para el primer equipo, sala técnica, vestuarios, gimnasio, oficinas, sala de prensa y residencia.

## Organigrama
El organigrama del baloncesto base del Real Madrid para la temporada 2012/13:
- Director de Cantera: Alberto Angulo.
- Director Técnico: Pablo Sañudo.
- Coordinador del Área de Iniciación y Jefe de Scouting: Alfonso Casas.
- Tutor Académico: Antonio Centenera.
- Tutor Residencial: Daniel Sarto.